# Omnichannel
Omnichannel é uma estratégia de conteúdo entre canais que as organizações usam para melhorar sua experiência do usuário e conduzir melhores relacionamentos com seu público nos pontos de contato. Em vez de trabalhar em paralelo, os canais de comunicação e seus recursos de suporte são projetados e orquestrados para cooperar. Omnicanal implica integração e orquestração de canais de forma que a experiência de alguém que escolher se engajar em todos os canais seja tão ou até mais eficiente ou agradável do que usar canais únicos de maneira isolada.
Essa abordagem tem aplicações em qualquer setor, mas os primeiros exemplos foram nos setores de serviços financeiros, saúde, governo, varejo e telecomunicações. Omnichannel substitui multicanal e inclui canais como locais físicos e ambientes, comércio eletrônico (e-commerce), aplicativos móveis, mídia social e formatos emergentes como realidade aumentada e mista (VR) ou vídeo personalizado. As empresas que usam omnicanal afirmam que o cliente valoriza a capacidade de se envolver com uma empresa por meio de vários caminhos ao mesmo tempo.
Um equívoco comum é que, para ser omnicanal, a estratégia precisa incluir todos os canais possíveis, o que é uma impossibilidade prática para a maioria das organizações.

## História
"Omnis" significa "tudo/todos" em latim e aqui sugere a integração de todos os canais físicos (offline) e canais digitais (online) para oferecer uma experiência unificada ao cliente . De acordo com a Frost & Sullivan, omnicanal é definido como "experiências de cliente de alta qualidade uniformes e sem esforço que ocorrem dentro e entre canais de contato".
O esforço para unificar canais tem uma longa história em todos os setores do mercado. Esforços como publicação de fonte única e web design responsivo, no entanto, esses geralmente se concentram em eficiências internas, consistência de formatação e eliminação de duplicação simples entre canais. À medida que o número de canais proliferava, o potencial para experiências desconexas aumentava ao alternar o ponto de contato ou ao trabalhar com vários canais. Canais como dispositivos móveis, web móvel, aplicativos móveis, ajuda contextual, realidade aumentada, realidade virtual e chatbots são usados além dos canais tradicionais de interação física e humana. Isso cria uma matriz complexa de maneiras possíveis pelas quais um indivíduo pode engajar com uma organização e seus produtos ou concluir uma tarefa.
O varejo, até o início de 1990, ou era em lojas física ou por meio de um catálogo de vendas, onde um pedido era feito pelo correio ou por telefone. A venda pelo correio data da época em que o empresário britânico Pryce Pryce-Jones montou o primeiro pedido moderno pelo correio em 1861, vendendo flanela galesa. As vendas por catálogo de produtos variados começaram no final de 1800, quando a Sears & Roebuck lançou seu primeiro catálogo em 1896. No início de 1900, a LL Bean iniciou seu negócio de catálogos nos Estados Unidos.
AOL, CompuServe e Prodigy experimentaram a venda por meio de seus serviços online próprios no início dos anos 1990. Essas empresas começaram a expandir o canal de vendas, enquanto os comerciantes em geral evoluíram para lojas de departamentos e pedidos eletrônicos de atacados. Em agosto de 1994, a NetMarket processou a primeira venda pela Internet em que o cartão de crédito foi criptografado. Pouco depois, a Amazon.com foi fundada e o canal de vendas de comércio eletrônico foi estabelecido. O comércio por aplicativos móveis chegou em 1997 e o varejo multicanal realmente decolou.
As origens do Omnichannel datam do uso da Best Buy da e sua centralização no cliente para competir com o departamento eletrônico do Walmart em 2003. A empresa criou uma abordagem centrada no cliente, tanto na loja quanto online, ao mesmo tempo em que oferecia suporte pós-venda. O Omnichannel foi cunhado como uma forma de "comércio juntado" e se espalhou para os setores de saúde e serviços financeiros.

### Finanças
O sistema bancário omnichannel foi desenvolvido em resposta à popularidade das transações bancárias digitais por meio de caixas eletrônicos, da web e de aplicativos móveis. As partes mais populares do omnicanal bancário incluem a integração de canais com 'taxa de queda zero', individualização de pontos de contato para clientes e comercialização de outras opções de canais. Os bancos recebem pesquisas aprofundadas sobre os clientes para construir relacionamentos e aumentar a lucratividade.

### Governo
Em 2009, a plataforma omnichannel passou a ser utilizada em governos por meio da interação do Twitter . Os governos estão desenvolvendo interfaces habilitadas para web e dispositivos móveis para melhorar e personalizar a experiência do cidadão. A estratégia digital do governo dos Estados Unidos inclui informações e plataformas compartilhadas centradas no cliente que fornecem segurança e privacidade. O Omnichannel é usado para se comunicar com os cidadãos por meio da plataforma de sua escolha, conforme sua conveniência, e usa o feedback para analisar a experiência do cidadão para melhor servir.

### Saúde
Devido à fragmentação entre provedores de saúde, hospitais, empresas farmacêuticas e pacientes, o omnichannel está se desenvolvendo para melhorar a experiência do cliente no setor de saúde . Os centros de saúde Omnichannel integram dados, tecnologia, conteúdo e comunicação, ao mesmo tempo que coordenam os resultados do paciente por meio de canais digitais. Em setembro de 2015, o University of Pittsburgh Medical Center recebeu atenção da mídia por sua tecnologia de atendimento ao cliente, que foi integrada em 2009. O Plano de Saúde UPMC usa um sistema omnichannel para melhorar o envolvimento do cliente e resolução de contato.

### Varejo
O varejo omnichannel é uma expansão do varejo multicanal . O surgimento de tecnologias digitais, mídias sociais e dispositivos móveis levou a mudanças significativas no ambiente de varejo e oferece oportunidades para os varejistas redesenharem suas estratégias de marketing e produtos. Os clientes tendem a buscar informações na loja física e, ao mesmo tempo, obter informações adicionais de seus dispositivos móveis sobre ofertas e, possivelmente, melhores preços. O Omnichannel permite que as organizações aloquem a disponibilidade de estoque e a visibilidade em todos os locais em relação a cada canal com unidades específicas. Uma série de recursos, como gráficos de tamanho, política de devolução fácil e entrega no mesmo dia, impulsionou o comércio eletrônico e promoveu as compras omnicanal.
Um varejista omnicanal possui métodos tradicionais de publicidade em massa integrados aos canais interativos emergentes. Sites, ofertas de e-mail, mensagens em mídias sociais e lojas físicas mostram as mesmas mensagens, ofertas e produtos. O conceito omnicanal não apenas amplia a gama de canais, mas também incorpora as necessidades, comunicações e interações entre cliente, marca e varejistas.
No Brasil, o e-commerce está ganhando cada vez mais relevância entre os consumidores e as marcas de varejo encontram no omnichannel uma oportunidade para estar presente de maneira integrada com seus consumidores, já que a internet influencia cerca de 50% das compras efetuadas em lojas físicas de clientes engajados no online. Marcas como Magazine Luiza, Leroy Merlin e Amaro são pioneiras em apostar na estratégia omnichannel no Brasil.

### Centrais de atendimento
O Omnichannel superou o multicanal especificamente no serviço de atendimento ao cliente (SAC). As empresas que mantêm centrais de atendimento têm sido incentivadas a adicionar um número crescente de canais por meio dos quais os clientes podem interagir com a empresa, incluindo e-mail, chat, SMS e mídia social. As centrais de atendimento omnichannel oferecem aos clientes a mesma experiência em todos os canais, enquanto fornecem aos agentes de atendimento ao cliente uma interface mais simples e um conjunto de dados mais rico.

### Outlook
Embora se diga que o omnicanal é feito por sistemas e processos, é o cliente quem dita como uma transação ocorre. Sistemas e processos facilitam a jornada do cliente para realizar transações e ser atendido. O Omnichannel está se movendo em direção a uma maior personalização com base em análises de dados para tornar a experiência do cliente mais perfeita. De acordo com um relatório do MIT, omnicanal "é a força central que molda o futuro do comércio eletrônico e das lojas físicas".

## Omnichannel Vs. multicanal

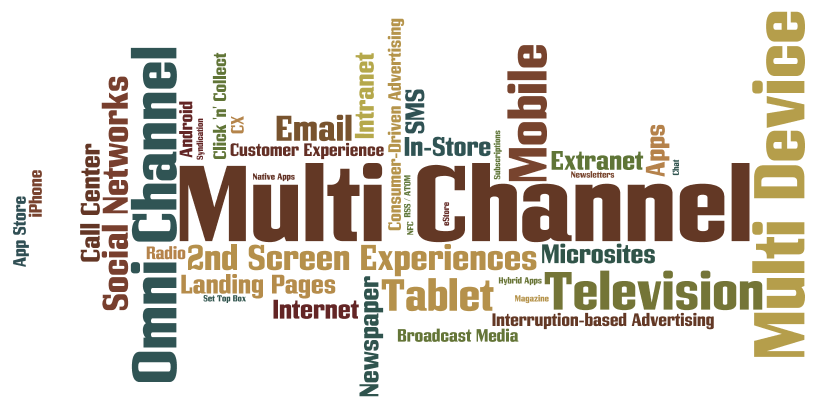
Marketing Omni-Channel vs. Multi

A principal diferença entre omnicanal e multicanal é o nível de integração. O multicanal é geralmente identificado como uma forma não integrada de abordar os clientes e os estoques, enquanto o omnicanal requer uma integração de estoque absoluta e coerente. Mais e mais organizações perceberam as oportunidades e vantagens de integrar vários canais, adotando uma abordagem omnicanal. As fronteiras entre os canais tendem a desaparecer em um ambiente omnicanal, proporcionando ao cliente uma experiência de marca consistente.

## Omnichannel Vs. omni-digital
A principal diferença entre omnicanal e omni-digital é o foco dado à estratégia. Com o omnicanal, a empresa se concentra em entregar o conteúdo certo, no conjunto certo de canais, no momento certo, para fornecer o máximo valor ao usuário. Com o omni-digital, a empresa se concentra em fornecer uma experiência consistente ao cliente em tudo que é digital, independentemente do canal utilizado. O canal passa a ser secundário e a experiência do cliente é o foco principal.

## Principais soluções
No mundo omnicanal, a publicidade gráfica, os buscadores, as redes sociais, os sites de referência, o e-mail e o marketing em dispositivos móveis podem ser considerados canais independentes, pois cada um pode promover a comunicação unilateral ou bilateral. Os varejistas precisam encontrar maneiras de integrar seus canais online e offline para evitar campanhas segregadas.  Atendendo a expectativa de que os compradores trocarão de canais e dispositivos e manterão as promoções, mensagens e linguagem consistentes em todos os canais e pontos de contato com o cliente.
Para se adaptar ao conceito omnicanal, os comportamentos dos clientes precisam ser compreendidos pelos varejistas. Especificamente, elementos que podem levar o cliente a tomar uma decisão de compra e os caminhos do cliente até a finalização da mesma. Esses elementos se relacionam ao seu estilo de vida, o tempo comprometido com a compra e a distância até o varejo. Usando uma abordagem de marketing omnichannel, os varejistas podem fornecer incentivos precisamente direcionados por meio de promoções digitais e móveis.
As soluções Omnichannel também permitem que marcas e empresas aumentem os controles do fornecedor e otimizem seus estoques de produtos em vários canais de vendas, garantindo que os níveis de estoque ideais estejam situados em cada local e os canais sejam mantidos atualizados com as informações de disponibilidade.

## Práticas de varejo
Omnichannel significa ter uma experiência de cliente uniforme. Um exemplo simples é que o design do site deve permanecer consistente com o aplicativo móvel e também deve corresponder aos ambientes físicos da marca. Os consumidores podem comprar da mesma maneira na loja, no site e no celular. Independentemente da localização e hora dos clientes. O pedido pode ser entregue no endereço diretamente, coletado na loja ou de um parceiro de varejo. Nos Estados Unidos, varejistas e marcas normalmente vendem online e offline. Os canais online incluem webstores de marca, maketplaces como: Amazon, eBay, Jet.com, Walmart.com e canais sociais como: Facebook, Google Shopping e Google Express. Para garantir que as estratégias de varejo omnicanal e multicanal sejam controladas e implementadas de forma eficiente, as marcas e os varejistas usam softwares para gerenciar centralmente as informações do produto, listas, estoque e pedidos de fornecedores.
Já no Brasil, cada vez mais marcas buscam oferecer uma experiência Omnichannel para alavancar suas vendas e alcançar uma maior satisfação dos clientes. Um exemplo expoente da estratégia multicanal é a marca de lifestyle Amaro, que oferece compras pelo no site até mesmo dentro de suas lojas - os Guide Shops. Empresas como Magazine Luísa, O Boticário, Marisa adotam soluções similares de multicanais, com possibilidade de compra pela internet e retirada na loja física.